# Верметт, Антуан
Антуан Верметт (фр. Antoine Vermette; р. 20 июля 1982, Сент-Агапи, Квебек) — бывший профессиональный канадский хоккеист. Амплуа — центральный нападающий. Обладатель Кубка Стэнли 2015 в составе «Чикаго Блэкхокс»
На драфте НХЛ 2000 года был выбран во 2 раунде под общим 55 номером командой «Оттава Сенаторз».
28 февраля 2015 года «Аризона Койотис» обменяла Верметта на защитника Класа Дальбека и выбор в первом раунде драфта-2015 в «Чикаго Блэкхокс», в составе которого Верметт стал обладателем Кубка Стэнли.
В 2009 году женился на подруге детства Карен. У пары две дочери Леона (в июне 2013) и Эмилия (20.06.2015).
По ходу сезона 2018/19 принял решение завершить профессиональную карьеру хоккеиста, его последним клубом стал «Анахайм Дакс».

## Статистика
| Легенда | Легенда                    | Легенда | Легенда                   | Легенда | Легенда    |
| ------- | -------------------------- | ------- | ------------------------- | ------- | ---------- |
| И       | Количество проведённых игр | Штр     | Штрафное время            | +/−     | Плюс-минус |
| Г       | Голы                       | П       | Голевые передачи          | О       | Очки       |
| -       | Статистика неизвестна      | —       | Статистика не учитывалась |         |            |